# 岡崎道站
岡崎道站（日语：／ Okazakimichi eki */?）是位於京都府京都市東山區，京阪電氣鐵道京津線的電車站（廢站）。
隨著三條通進行擴展工程，京津線的路軌從舊東海道遷移至三條通，同時把此站廢除。

## 歷史
- 1912年（大正元年）8月15日：京津電氣軌道（日语：京津電気軌道）開業，廣道站啟用[1]
- 1925年（大正14年）2月1日：合併至京阪電氣鐵道（第一代），成為京阪電氣鐵道（第一代）的電車站。
- 1928年（昭和3年）7月1日：電車站改名為岡崎道站[1]。
- 1931年（昭和6年）2月20日：京津線路軌從舊東海道遷移至三條通，同日此站被廢除[1]。

## 相鄰電車站
京阪電氣鐵道
京津線
平安神宮前－岡崎道－蹴上

## 注腳
1. 1 2 3  今尾惠介. . 日本: 新潮社. 2009年1月19日: 32. ISBN 978-4-10-790027-2.

## 相關項目
- 日本鐵路車站列表 O